# Křelov-Břuchotín
Křelov-Břuchotín je obec ležící v okrese Olomouc, sestávající z vesnic Křelov a Břuchotín. Žije zde přibližně 2 000 obyvatel. Její katastrální území má rozlohu 791 ha. Leží v bezprostřední blízkosti dálnice D35 ve vzdálenosti cca 5 km od centra Olomouce.
Ve vesnici Křelov je farní kostel sv. Jiljí a rybník. Křelov má vlastní školu (první stupeň základní školy), školku, sokolovnu, faru, knihovnu, poštu a dva obchody se smíšeným zbožím. Ve vesnici Břuchotín je na návsi kaple Nejsvětější Trojice z roku 1773. Dopravní dostupnost je zajištěna autobusy.
Ves Břuchotín se stala v roce 1961 součástí obce Křelov, od 1. července 1975 do 31. prosince 1994 byly obě vesnice součástí města Olomouce a poté se na základě referenda společně osamostatnily pod názvem Křelov-Břuchotín.